# Łyżeczka Unny
Łyżeczka Unny – stosuje się ją do usuwania zaskórników w trudno dostępnych miejscach, np. w uchu. Skóra musi być przedtem starannie oczyszczona i zmiękczona wstępnymi zabiegami. Zaskórnik zostaje usunięty przez lekki nacisk łyżeczki.